# Brahim Beddar
Brahim Beddar (en arabe : براهيم بدار) est un ancien footballeur algérien né le 29 octobre 1974 à Bordj Bou Arreridj. Il évoluait au poste de défenseur central. Après sa carrière de joueur, il se reconvertit en entraîneur. Il est actuellement entraîneur assistant au CA Bordj Bou Arreridj.

## Biographie

### Carrière autant que joueur
Il évoluait en première division algérienne avec les clubs du CA Bordj Bou Arreridj et de la JSM Béjaïa.

### Carrière autant qu'entraîneur
Brahim Beddar devient entraîneur assistant du club de sa ville natale le CA Bordj Bou Arreridj depuis 2013.

## Palmarès
CA Bordj Bou Arreridj
- Championnat d'Algérie D2 (2) :
  - Champion : 1997-98 et 2000-01.